# Hyeokgeose de Silla
Regele Hyeokgeose de Silla (a trăit între 69 î.Hr. - 4 d.Hr.; a domnit între 57 î.Hr.–4 d.Hr.) cu numele Bak (Park, Pak) Hyeokgeose, a fost fondatorul Regatului Silla, unul dintre Cele trei regate ale Coreei. El este strămoșul tuturor familiilor Pak (Park, Bak) din Coreea.

## Nume
Titlul său,  Geoseogan ( 거서간, 居 西 干) sau  Geoseulhan ( 거슬 한, 居 瑟 邯), înseamnă "rege", în limba Confederației Jinhan (uniune de triburi din sud-estul Coreei).
Numele lui a fost Bak (Park, Pak), care vine de la cuvântul coreean pentru "tărtăcuță", așa cum legenda spune că el a fost născut dintr-un Ou în formă de tărtăcuță. Astfel, el este cunoscut ca inițiator al numelui de familie coreean Park (박, 朴).
"Hyeokgeose" nu a fost un nume personal. Caracterul Hanja pentru numele său onorific, pronunțat "Bulgeunae" (불그 내) înseamnă în coreeana veche "lume sclipitoare."

## Legenda fondării
În Samguk Sagi și Samguk Yusa, Hyeokgeose (혁거세 거서간 朴赫居世居西干) este descris ca fondator al Sillei.
În locul unde este astăzi provincia Gyeongsang din Coreea de Sud existau șase sate cu refugiați din Gojoseon. Acestea erau: Yangsan (양 산촌, 杨 山村), Goheo (고허 촌, 高 墟 村), Jinji (진지 촌, 珍 支 村), Daesu (대수 촌, 大树 村), Gari (가리 촌, 加利 村), și Goya (고 야촌, 高 耶 村).
În anul 69 î.Hr, conducătorii celor șase sate s-au întâlnit pentru a discuta despre alegerea unui rege. Într-o pădure numită  Najeong, care se afla lângă Yangsan o lumină ciudată s-a arătat pe cer iar un cal alb s-a închinat. Căpetenia Sobeolgong din Goheo a găsit acolo un ou mare. Din ou a ieșit un băiat. Când băiatul se scălda, trupul său radia lumină iar animalele și păsările dansau. 
Băiatul a fost crescut de Sobeolgong iar toate cele șase căpetenii îl respectau. Căpeteniile l-au numit rege la vârsta de 13 ani. Statul a fost numit Seorabeol (서라벌; 徐羅伐). După ce a devenit rege s-a căsătorit cu doamna Alyeong (알영, 阏 英) despre care se spune că s-a născut din coastele unui dragon.

## Contextul istoric
Legenda reflectă evoluția la etapa de oraș-stat, cele șase sate fiind formate din refugiați ai Vechiului Joseon. Aceasta insinuează supremația clanului Pak asupra populațiilor locale și poate indica de asemenea idolatrizarea calului și a soarelui. Data fondării Silla este controversată astăzi de istorici din cauza faptului că Samguk Sagi a fost scrisă din punctul de vedere al regatului Silla, iar cartea susține că Silla este mai vechi și superioară față de Baekje sau Goguryeo. În gândirea tradițională, Silla este considerat drept primul dintre cele trei regate, fiind urmat de Goguryeo și apoi de Baekje. Pe baza dovezilor arheologice, imaginea despre cele trei regate este diferită. Cel mai vechi regat pare să fie Goguryeo, Silla dezvoltându-se concomitent cu Baekje sau după acesta.

## Domnia
Conform Samguk Sagi, Hyeokgeose și regina sa au călătorit pe teritoriul statului, ajutând oamenii să obțină recolte mai bogate. Poporul i-a lăudat și i-a numit ,,cei doi sfinți” (이성, 二聖).
În anul 37 î.Hr. Hyeokgeose a construit Geumseong (금성, 金城) în capitală (astăzi orașul Gyeongju) iar în 38 î.Hr el a construit un palat regal interior. Comandamentul chinezesc Lelang s-a hotărât să invadeze Silla în 28 î.Hr. Când au ajuns în Silla, chinezii au văzut că oamenii nu își închid ușile pe timp de noapte și se bucură împreună lângă grămezile de cereale. Ei au numit Silla o ,,națiune morală” și s-au retras.
În anul 20 î.Hr, regele din Mahan a cerut tribut. Silla l-a trimis pe ministrul Hogong. Regele s-a supărat pe Silla pentru că l-a trimis pe Hogong și nu un tribut. Hogong l-a criticat cu curaj pe rege pentru impolitețea sa. Regele s-a înfuriat și a vrut să îl ucidă dar subordonații săi l-au oprit. Astfel, Hogong a reușit să se întoarcă în Silla.
În 20 î.Hr, Hyeokgeose a trimis de asemenea un emisar în Mahan fiindcă fostul rege murise în 19 î.Hr. În 5 î.Hr, Okjeo de Est (stat mic din nord care fost cucerit ulterior de Goguryeo) a trimis un emisar. Hyeokgeose i-a dăruit emisarului 20 de cai.

## Moartea și succesiunea
Hyeokgeose a domnit aproximativ 60 de ani, punând bazele unei împărăți care în anul 668 d.Hr avea să unifice o mare parte din Peninsula Coreeană. El a fost unul dintre puținii conducători din familia Pak care au reușit să dețină controlul complet asupra statului. A murit la vârsta de 73 de ani și a fost îngropat în Sareung, la nord de Dameomsa (la sud de Namcheon). Cel mai mare dintre fii săi, Namhae l-a urmat la tron.

## Moștenire
Deși nu se cunosc prea multe despre Hyeokgeose, multe moșteniri ale sale au supraviețuit până astăzi. Una este reprezentată de urmașii săi, familiile Pak (Park, Bak) din Coreea care sunt cel de-al al treilea cel mai mare grup de persoane din lume cu nume de familie comun. Altă moștenire a sa este împărăția pe care a fondat-o. Deși urmașii săi au pierdut în cele din urmă controlul asupra regatului Silla, pentru faptul că a fondat Silla, el a rămas o personalitate respectată.